# When I'm President
When I'm President je třinácté sólové studiové album britského hudebníka Iana Huntera. Vydáno bylo 4. září roku 2012 společnostmi Slimstyle Records a Proper Records, zpočátku pouze na kompaktním disku, později také na dlouhohrající gramofonové desce. Spolu s Hunterem jej produkoval Andy York, který rovněž ovládal různé nástroje. Nahráno bylo během ledna a února 2012 ve studiu A-Pawling Studios v Pawlingu ve státě New York. Deska se umístila na 151. příčce hitparády časopisu Billboard.

## Seznam skladeb
| Pořadí         | Název                          | Délka |
| -------------- | ------------------------------ | ----- |
| 1.             | Comfortable (Flyin' Scottsman) | 3:02  |
| 2.             | Fatally Flawed                 | 5:03  |
| 3.             | When I'm President             | 4:21  |
| 4.             | What For                       | 4:22  |
| 5.             | Black Tears                    | 3:37  |
| 6.             | Saint                          | 3:35  |
| 7.             | Just the Way You Look Tonight  | 3:34  |
| 8.             | Wild Bunch                     | 3:54  |
| 9.             | Ta Shunka Witco (Crazy Horse)  | 5:47  |
| 10.            | I Don't Know What You Want     | 3:47  |
| 11.            | Life                           | 4:58  |
| Celková délka: | Celková délka:                 | 46:00 |

## Obsazení
- Ian Hunter – zpěv, kytara, klavír

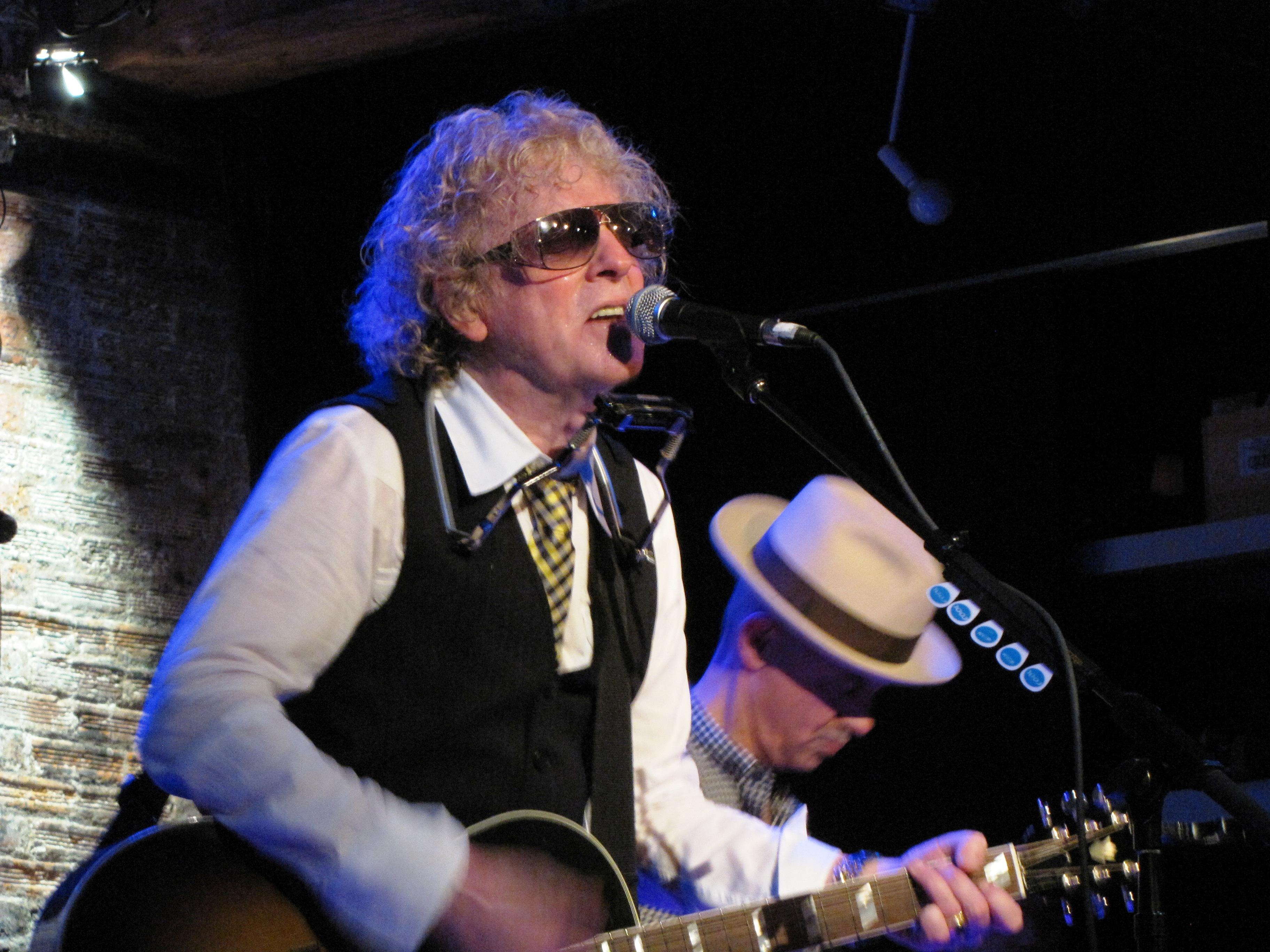
Ian Hunter (2010)

- Andy York – kytara, dulcimer, tleskání, tamburína, harmonium, doprovodné vokály
- James Mastro – kytara, mandolína
- Paul Page – baskytara
- Steve Holley – bicí, perkuse
- Mark Bosch – kytara
- Rick Tedesco – kytara
- Andy Burton – klavír, elektrické piano, varhany, vibrafon, klávesy, zvony, smyčce, akordeon, clavinet
- Jesse Hunter Patterson – doprovodné vokály
- Christine Ohlman – doprovodné vokály
- Mark Rivera – flétna, saxofon